# Lope Garcès d'Alagón
Lope Garcès d'Alagón, signore di Alagón, detto il Pellegrino (... – 1133), è stato un nobile e condottiero navarro del XII secolo, fondatore della dinastia aragonese degli Alagón..

## Biografia
Incerte sono le sue origini, ma alcuni storici ritengono fosse discendente di Eudone, duca di Aquitania. Soprannominato il Pellegrino per il suo pellegrinaggio in Terrasanta, dal 1085 fu al servizio dei sovrani d'Aragona: combatté per il re Sancho I Ramírez (1064-1094), e i suoi due figli Pietro (1094-1104) e Alfonso (1104-1134).
Nel 1108, al seguito del Re Alfonso, cacciò i musulmani dalla località di Alagón, vicino l'Ebro, e dopo questa impresa fu investito della signoria su di essa e ne prese il cognome; nel 1116 divenne signore anche della località di Castellar de la Ribera, in Catalogna. Divenuto ricohombre di Aragona, sempre con Re Alfonso, nel 1118 partecipò attivamente alla conquista di Saragozza, e il medesimo sovrano nel 1121 lo nominò governatore generale del Regno d'Aragona.
Morto nel 1133, avrebbe contratto matrimonio con Maria de Pallars Sobirá, figlia del Conte Artale, da cui non avrebbe avuto discendenza maschile, e attraverso la nipote Jimena Gonzales de Azagra, la signoria di Alagón passò al conte Artale III di Pallars Sobirà, i cui discendenti presero il cognome.